# أيوب عبدي
أيوب عبدي (مواليد 16 فبراير 1997، الشلف) هو لاعب كرة يد جزائري، لعب لصالح نادي نانت لكرة اليد ومنتخب الجزائر لكرة اليد.

## المسيرة
تنافس في بطولة العالم لكرة اليد للرجال 2021؛ حيث ترك انطباعًا قويًا، عندما اعتبر من أفضل عشرين هدافاً في البطولة برصيد 36 هدفًا في 6 مباريات.
شارك مع منتخب الجزائر لكرة اليد في بطولة إفريقيا لكرة اليد للرجال؛ حيث احتل المركز الرابع في 2016، كما نال الميدالية البرونزية في 2020، وفاز بالميدالية الفضية في 2024. شارك أيضا مع منتخب الجزائر لكرة اليد في بطولة العالم لكرة اليد للرجال وفي بطولة العالم للناشئين والشباب.

## روابط خارجية
أيوب العبدي على موقع الاتحاد الفرنسي لكرة اليد (الفرنسية)